# Санта-Марія-дей-Міраколі

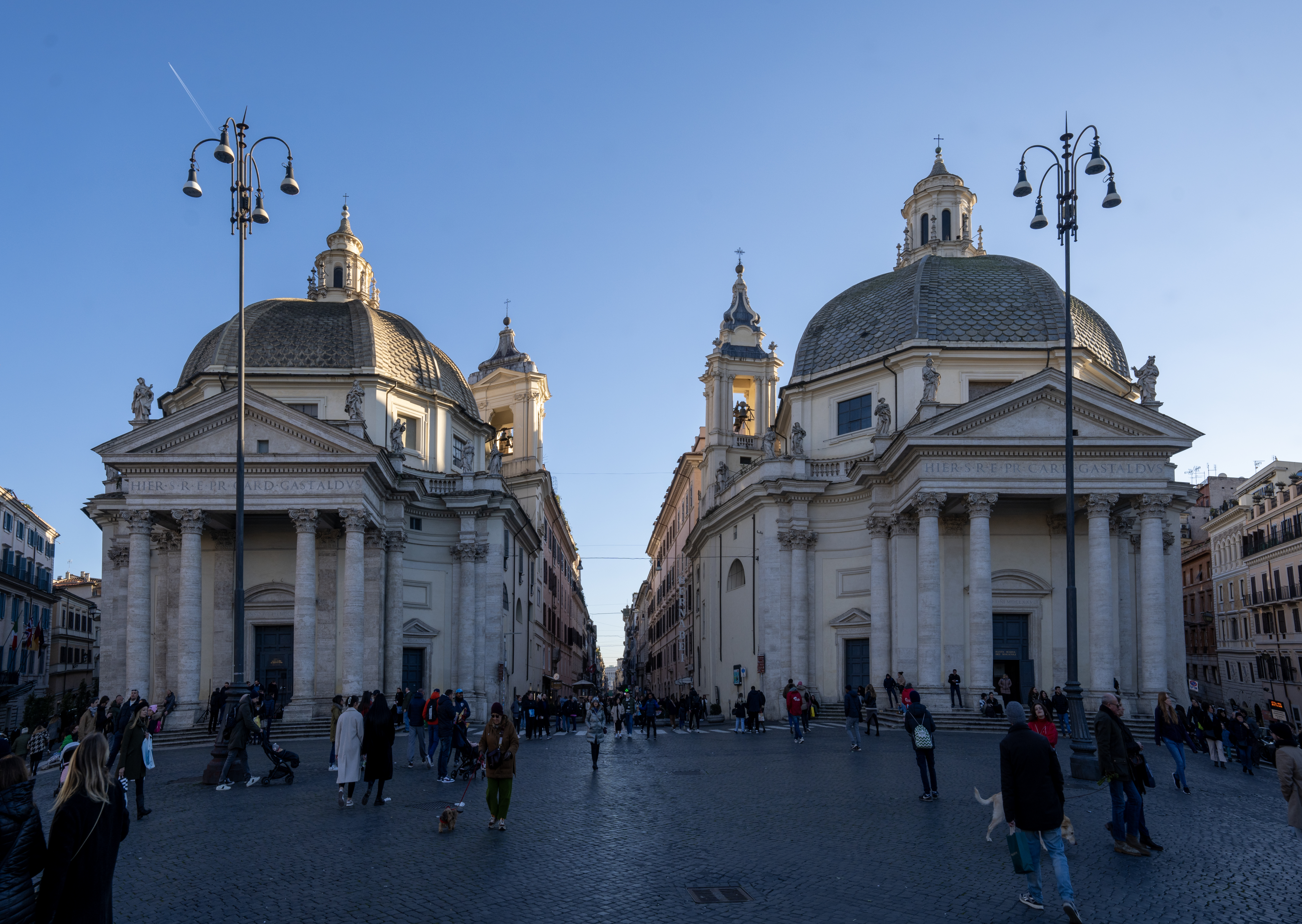
П'яцца дель Пополо
(Вигляд на південь Санта-Марія-ін-Монтесанто, Санта-Марія-дей-Міраколі (з правої сторони) та обеліск)

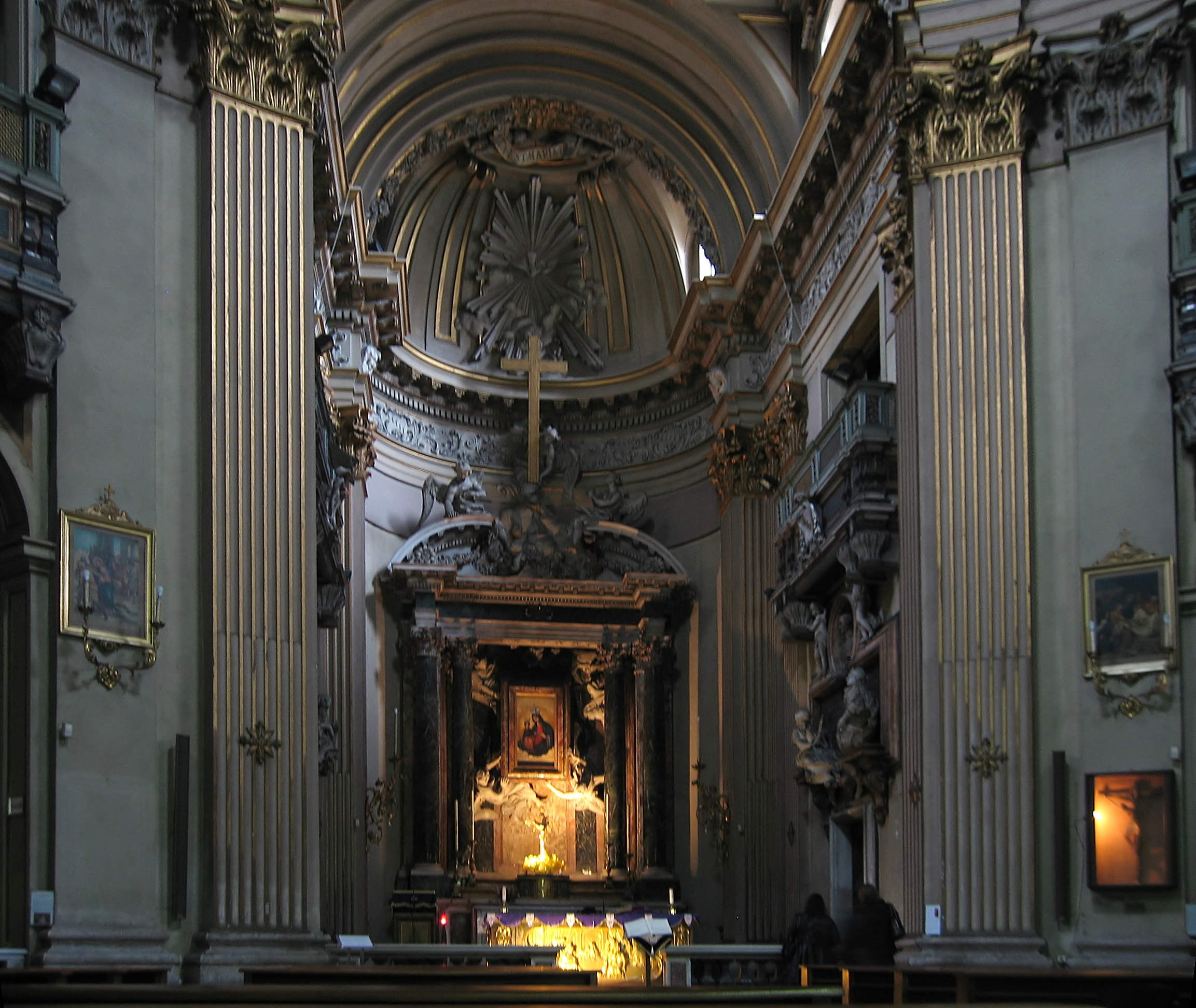
Санта-Марія-дей-Міраколі; абсида

Санта-Марія-дей-Міраколі (лат. Sanctae Mariae Miracolorum) — одна з двох відомих в Римі церков близнючок, побудованих поміж 1662 та 1679 роками на П'яцца-дель-Пополо. Архітекторами цих будівель, на заході від Via del Corso — Санта-Марія-дей-Міраколі і на сході Санта Марія ін Монтесанто були — Карло Райнальді, Карло Фонтана та Лоренцо Берніні. Припускається також урбаністичний вплив папи Олександра VII на облаштування цього архітектурного комплексу на П'яцца дель Пополо.
На противагу до Санта-Марія-ін-Монтесанто із її овальними обрисами, будівля Санта-Марія-дей-Міраколі є округлою з восьмикутним куполом та елегантною дзвіницею з 18 століття. Інтер'єр церкви прикрашений фресками Антоніо Раджу — учня Берніні. Скульптури кардиналів Бенедетто та Ґастальді зроблені Карло Фонтана, який також розробив інтер'єр. На високому вівтарі — чудотворний образ Богородиці, який і дав своє ім'я церкві. Також Їй і присвячена перша каплиця праворуч від вівтаря.